# Elisabetta d'Ungheria (duchessa di Boemia)
Elisabetta d'Ungheria (1149 circa – 1189 circa) fu duchessa consorte di Boemia. Era figlia del re Géza II d'Ungheria e di Eufrosina di Kiev.

## Difesa di Praga
Elisabetta difese Praga nel 1179 con successo contro suo cognato Sobeslao II in qualità di reggente in assenza di suo marito. Lei stessa apparve sul campo di battaglia con simboli religiosi sul suo stendardo. Per una seconda volta, nel 1184, difese con successo Praga dal cognato Sobeslao II, sempre in qualità di reggente in assenza del marito. Difense una terza volta Praga nel 1189 contro Corrado II di Boemia ma in tale occasione fu costretta ad arrendersi e a cedere la città.

## Matrimoni e figli
Sposò nel 1157 Federico di Boemia. Essi ebbero:
- Elena, che sposò nel 1164 all'età di sei anni Pietro Conmeno figlio dell'imperatore Manuele I Comneno;
- Sofia († 25 maggio 1195), che sposò il margravio di Meißen Alberto I;
- Ludmilla (1170-15 agosto 1240), che sposò in prime nozze il conte Alberto III di Bogen nel 1184; si risposò poi con il duca di Baviera Ludovico I nel 1204;
- Vratislao († 1180);
- Olga (floruit 1163);
- Margherita († 28 agosto 1167).